# Tatort: Alles Palermo
Alles Palermo ist ein Fernsehfilm aus der Krimireihe Tatort. Der vom Bayerischen Rundfunk unter der Regie von Josef Rödl produzierte Beitrag wurde am 29. August 1993 im Ersten als 279. Folge der Reihe erstgesendet. Für die Kommissare Ivo Batic und Franz Leitmayr war es der sechste Fall.

## Handlung
Der Gärtnereibesitzer Anton Berger wird eines Nachts überfallen und ermordet. Kurz nach der Tat entdeckt ihn seine Geliebte Maria und sieht die Mörder mit einem Motorrad davonfahren, verschwindet aber auch selber wieder vom Tatort, bevor die Polizei eintrifft.
Bei den Ermittlungen treffen die Kommissare Batic und Leitmayr auf den Bauunternehmer Reisinger, der angibt, Teilhaber der Gärtnerei zu sein und derzeit an einem Projekt nahe der Mülldeponie ganz in der Nähe zu tun zu haben.
Der Tote hatte eine größere Menge Bargeld im Haus, sodass ein Raubmord ausscheidet. Bereitliegende Flugtickets für zwei Personen führen die Ermittler zu Maria Zell, die mit ihm für eine Reise nach Florida angemeldet war. Auf der Suche nach ihr stoßen sie auf den Zuhälter Sandler, der für brutale Morde bereits aktenkundig ist. Daher versucht Batic mehr über Sandler herauszufinden und ob er möglicherweise für den Mord an Berger in Frage kommt. Doch Sandler hat zunächst ein wasserdichtes Alibi. Dafür kann Batic endlich Maria ausfindig machen, die zugibt am Tatabend bei Berger gewesen zu sein, ihn jedoch schon tot vorgefunden habe.
Leitmayr nimmt indessen Bauunternehmer Reisinger näher in Augenschein. Nach Carlos Recherchen soll die Mülldeponie bebaut und zusätzlich ein Klärwerk errichtet werden, wofür weiteres Land benötigt wird. Somit wäre dafür das Gelände der Gärtnerei von Interesse. Während Leitmayr sich noch einmal in der Gärtnerei umsieht, kommt er mit einem der Angestellten ins Gespräch. Dieser äußert, dass in letzter Zeit verschiedene Leute dagewesen wären, mit denen Berger Unterredungen geführt hatte. Doch auch Reisinger ist ständig dabei, mit den verschiedensten Unternehmern Verhandlungen um das Bauland zu führen, das für die neuen Projekte benötigt wird.  Dabei zeigt sich ein fast undurchdringliches Netz aus Bestechung, Korruption und Preisabsprachen. Möglicherweise wollte sich Berger nicht daran halten und wurde deshalb aus dem Weg geräumt.
Batic kann mittlerweile beweisen, dass Sandlers Alibi gefälscht ist. Um ihn festzunehmen, muss er eine aufwändige Verfolgung beginnen, doch kurz vor dem Ziel wird Sandler von einem Unbekannten erschossen. Als sich die Ermittler in Sandlers Büro umsehen wollen, treffen sie dort Reisingers Assistenten Karl Schweitzer an. Der ehrgeizige Mitarbeiter erweckt das Misstrauen der Kommissare, doch haben sie nichts gegen ihn in der Hand. Das ändert sich, als Batic herausfindet, dass er der uneheliche Sohn von Berger ist, also nach dessen Tod die Gärtnerei erbt. Sie ist aufgrund der Landspekulationen einen zweistelligen Millionenbetrag wert. Als Schweitzer erfahren hat, dass sein Vater mit dem Geld aus dem Verkauf zusammen mit Marie ins Ausland gehen wollte, hat er das durch den Mord gemeinsam mit Sandler verhindert. Damit dieser ihn nicht verraten konnte, erschoss Schweitzer auch ihn.
Batic und Leitmayr können Schweitzer aufspüren und verhaften ihn.

## Rezeption

### Kritiken
„Kein Film fürs liberale Gemüt: Voller Jagdeifer bedienen sich die Münchner Tatort-Kommissare […] des beängstigend perfekten Netzes der Überwachungskameras auf den U-Bahnhöfen der Isar-Stadt, um einen Verdächtigen zu stellen. Doch dahinter steckt keine ideologische Absicht des Regisseurs Josef Rödl, sondern dessen Faszination für das Wechselspiel zwischen fähigen Monitorbildern und magisch ausgeleuchteten Kamerablicken in die Untergrund-Tunnel. Angenehm sachlich, ohne barocke Schnörkel tun Nemec und Wachtveitl ihre TV-Krimi-Dienste.“

### Einschaltquoten
Die Erstausstrahlung von Alles Palermo am 29. August 1993 wurde in Deutschland von 10,38 Millionen Zuschauern gesehen und erreichte einen Marktanteil von 33,9 Prozent für Das Erste.